# Томос

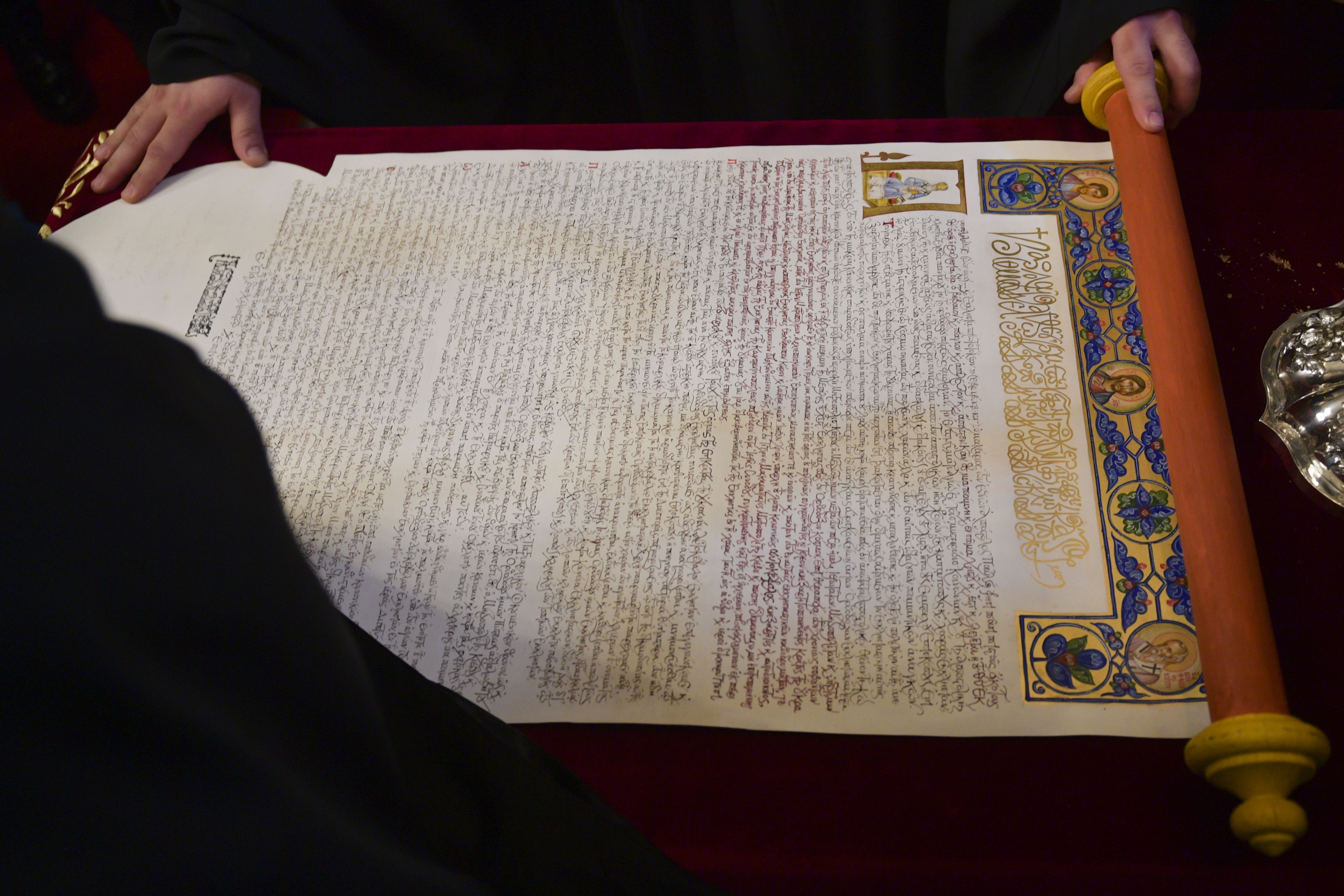
Томос про автокефалію Православної Церкви України.

Томос (грец. τόμος) — указ, декрет, окружне послання предстоятеля помісної православної церкви у деяких важливих питаннях церковного устрою. Шляхом надання томосу деякій частині «материнської» (кіріархальної) церкви офіційно проголошується автономія в управлінні або автокефалія. У томосі використовується урочистіший та повніший підпис, ніж в інших патріарших указах. Після надання томосу про автокефалію предстоятеля Церкви вносять в Диптих і починають згадувати за Літургією на великому вході.
2018 року Синодом Вселенського Патріархату прийнято рішення про початок процедур, необхідних для надання томосу про автокефалію Православної церкви в Україні. 6 січня 2019 року патріарх Варфоломій І вручив томос про автокефалію Православної Церкви України митрополиту Київському і всієї України Епіфанію.

## Підстави надання
В першому тисячолітті, рішенням Вселенських соборів були встановленні межі п'яти стародавніх патріархатів (Старий Рим, Новий Рим — Константинополь, Олександрія, Антіохія, Єрусалим) і Кіпрська церква. Протягом наступних років Вселенський патріархат, керуючись Священними канонами (включаючи 9-й, 17-й і 28-й канони IV Вселенського собору, 36-й Канон Трулльського собору і 1 Канон собору від 879/880 р., який був проведений в церкві Святої Софії в Константинополі), взяв на себе відповідальність за надання Томосу про автокефалію всім новоствореним церквам (в тому числі й Української церкви), перетворивши їх на автокефальні архієпископства чи патріархати, без обговорення чи співпраці в цьому питанні з іншими церквами.

## Щодо устрою
В історії відомі томоси щодо церковного устрою.
7 червня 1923 року Патріарх Константинопольський Мелетій IV надав томос з метою оголошення прийняття Естонської православної церкви до юрисдикції Константинопольського Патріархату та дарування їй автономії.
13 листопада 1924 року Патріарх Константинопольський Григорій VII надав «Патріарший і Синодально-Канонічний Томос Вселенської Царгородської Патріархії про визнання Православної церкви в Польщі Автокефальною».
13 березня 1945 р. Болгарська православна церква отримала томос підписаний Патріархом Веніаміном I і всіма членами священного синоду Константинопольської церкви, яким скасовувалася схизма й визнавалася автокефалія тисячолітньої Болгарської Православної Церкви.
2 грудня 1994 р. томос надавався московським патріархом Алексієм II з оголошенням дарування автономії Молдовській православній церкві.
27 серпня 1998 р. Константинопольським патріархом Варфоломієм був виданий «Патріарший і Синодальний Томос про дарування автокефалії святій Православній церкві у Чеських землях і Словаччині» (див. Православна церква Чеських земель і Словаччини).
22 квітня 2018 р. Святий і Священний Синод Вселенського Патріархату прийняв до розгляду Звернення від Президента та Верховної Ради України до Вселенського Патріарха Варфоломія про надання Томосу про автокефалію Православній Церкві в Україні, а також звернення ієрархів українських православних церков — УПЦ КП і УАПЦ. Константинопольський патріархат визнав нечинним надання права хіротонії митрополита Київського Московському патріархові, постановив поновити «у своєму єпископському або священицькому сані» Філарета (Денисенка), Макарія (Малетича) та «їхніх послідовників, які опинилися у схизмі не з догматичних причин» та організував помісний об'єднавчий собор, що відбувся 15 грудня 2018 року. На ньому за участю ієрархів УПЦ КП, УАПЦ та двох єпископів УПЦ (МП) утворилася Православна церква України. Предстоятелем новоствореної церкви став митрополит Київський і всієї України Епіфаній (Думенко). Підсумком цього процесу стало отримання Томосу про автокефалію, яке відбулося 6 січня 2019 року.

## Порівняння томосів
| Церква                      | рік отримання | Статус        | Миро від Константинополя | Згадки про світську владу | Ім'я предстоятеля   |
| --------------------------- | ------------- | ------------- | ------------------------ | ------------------------- | ------------------- |
| Українська                  | 2019          | Митрополія    | Customized alt text      | Customized alt text       | Customized alt text |
| Румунська                   | 1885          | Патріархат    | Customized alt text      | Customized alt text       | Customized alt text |
| Болгарська                  | 1945          | Патріархат    | Customized alt text      | Customized alt text       | Customized alt text |
| Сербська                    | 1922          | Патріархат    | Customized alt text      | Customized alt text       | Customized alt text |
| Елладська                   | 1850          | Архиєпископія | Customized alt text      | Customized alt text       | Customized alt text |
| Албанська                   | 1937          | Архиєпископія | Customized alt text      | Customized alt text       | Customized alt text |
| Польська                    | 1924          | Митрополія    | Customized alt text      | Customized alt text       | Customized alt text |
| Чеських земель і Словаччини | 1998          | Митрополія    | Customized alt text      | Customized alt text       | Customized alt text |
| Грузинська                  | 1990          | Патріархат    | Customized alt text      | Customized alt text       | Customized alt text |

## Щодо віровчення
В історії відомі й томоси щодо теології.
449 р. Папа Римський Лев I уклав Томос до Флавіана.
1180 р. укладений томос Константинопольського Собору (13 квітня 6688 р.) про «Бога Мухаммеда».
До 1340 р. афонські монахи за участю святителя Григорія Палами уклали загальну відповідь на звинувачення Варлаама — так званий «Святогірський томос».

## Галерея

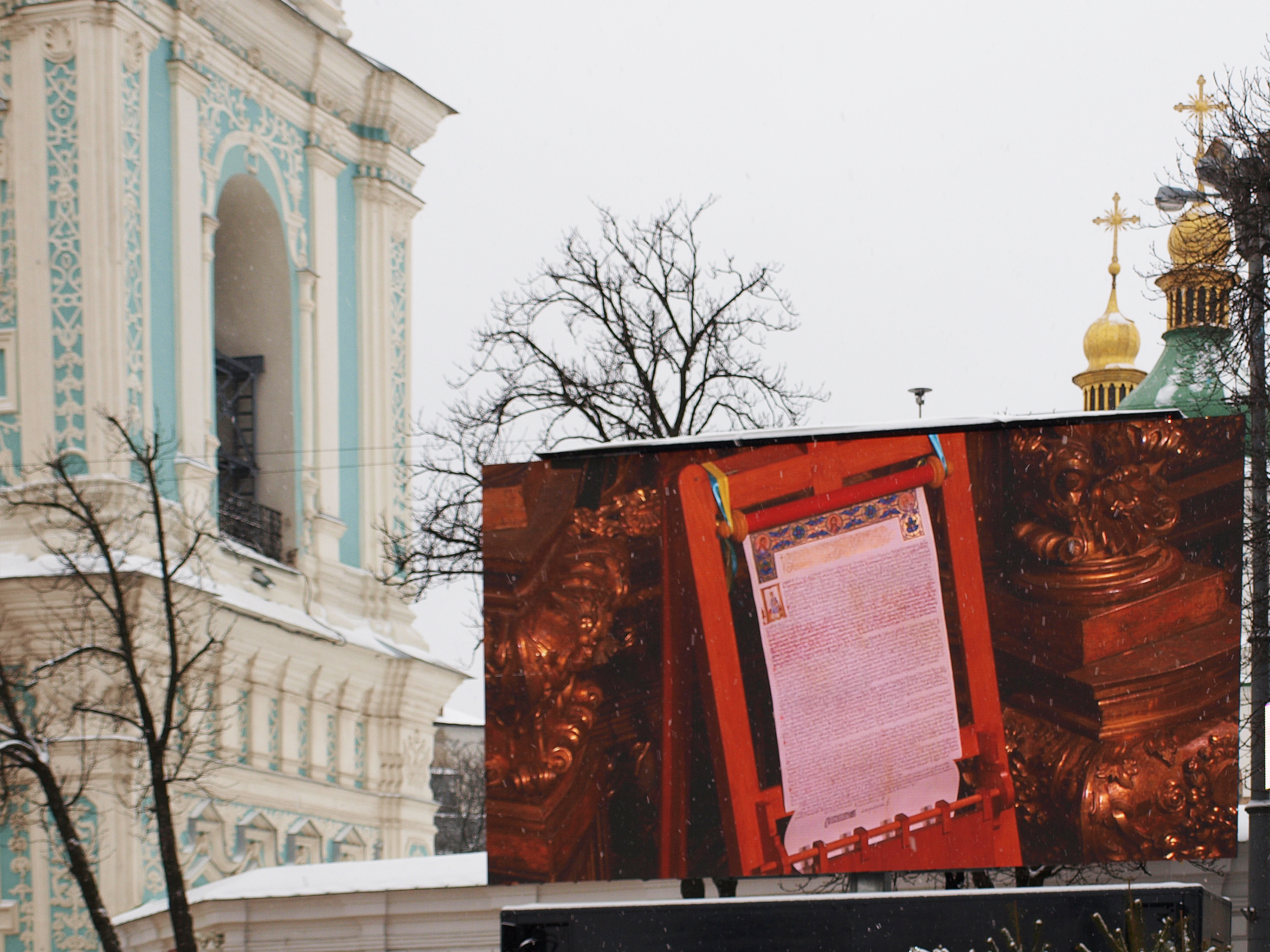
Томос про автокефалію ПЦУ. Трансляція різдвяної літургії в Софії Київській. Софіївський майдан, 7.01.2019
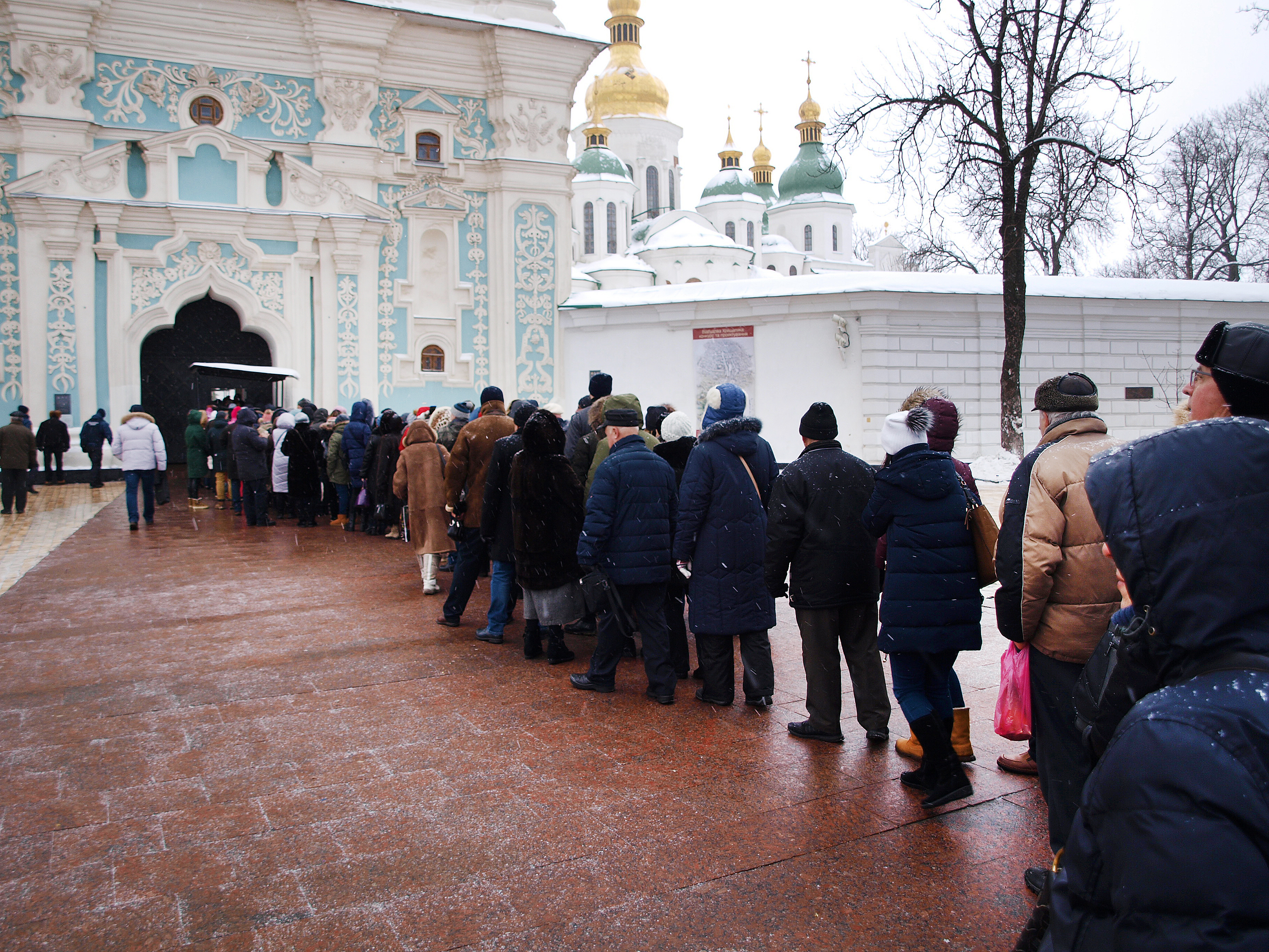
Черга українських вірян, охочих оглянути Томос про автокефалію ПЦУ. Київ, 7.01.2019
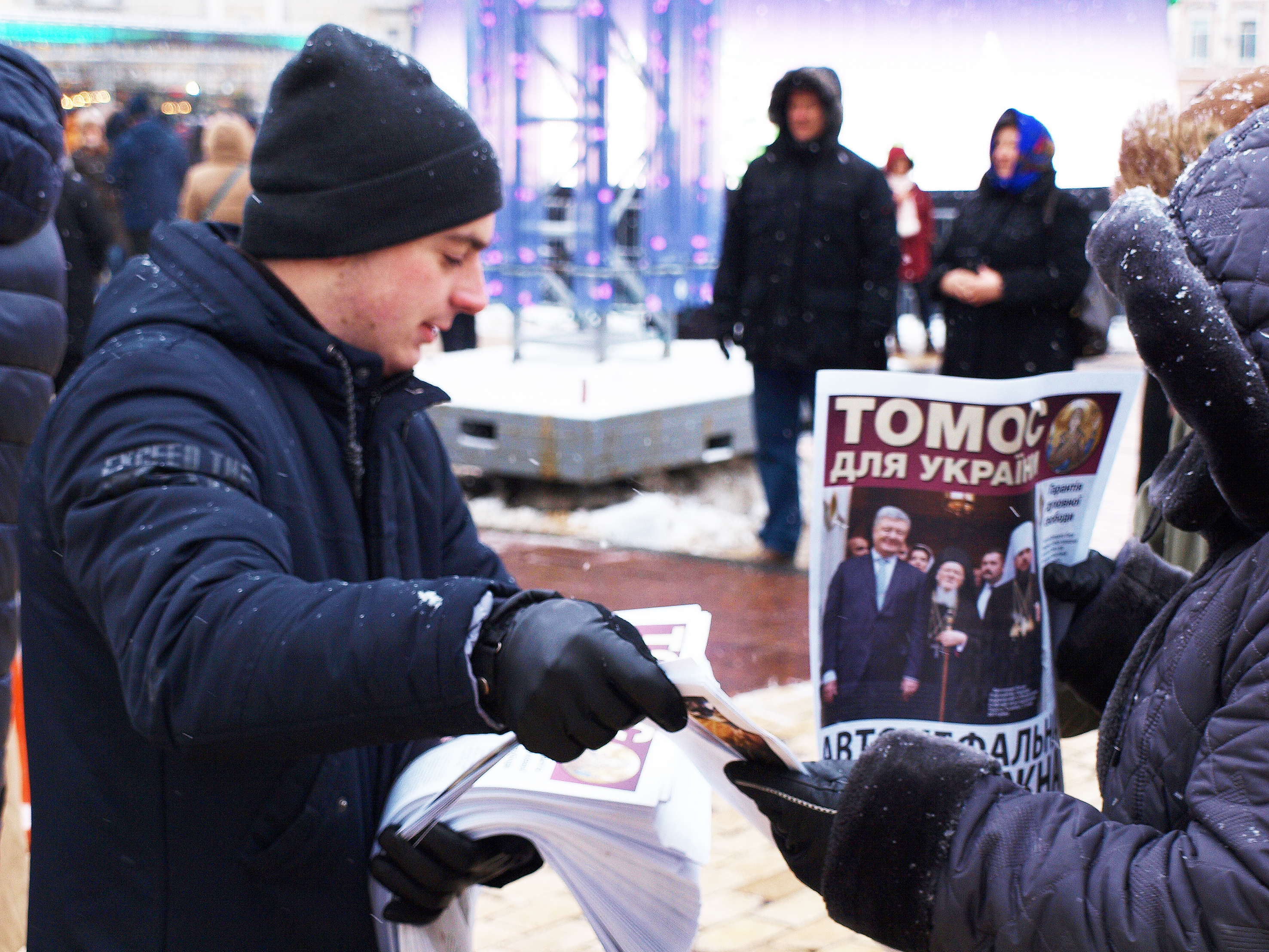
Поширення інформаційного листка «Томос для України». Київ, 7.01.2019